# Hermann Forst
Hermann Forst (* 8. Oktober 1858 in Koblenz; † 30. November 1926 in Berlin) war ein Historiker und Archivar.

## Leben
Forst wurde 1858 in Koblenz geboren als Sohn des Oberst a. D. (1882) Friedrich Forst und seine Ehefrau Marie Eichhoff. Der Vater heiratete in zweiter Ehe Elise von Bose und verstarb in Wiesbaden. Auf Grund des Berufes des Vaters wechselte die Familie mehrfach den Wohnort. Forst besuchte von Ostern 1868 bis Herbst 1871 die Höhere Bürgerschule zu Naumburg a.d. Saale, dann bis Ostern 1873 das Gymnasium in Rendsburg und zuletzt bis Herbst 1873 das Gymnasium in Heidelberg. Nach dem Abitur begann er das Studium der Geschichte und Philologie an der Universität Heidelberg. Er wurde Mitglied der Philologisch-Historischen Verbindung Cimbria Heidelberg im Naumburger Kartellverband. 1879 wechselte er mit den gleichen Fächern an die Universität Bonn, wo er am 26. Juli 1882 bei Wilhelm Maurenbrecher zum Dr. phil. promovierte. Forst trat 1884 als Volontär bei Staatsarchiv Wiesbaden in den Archivdienst ein. 1886 wechselte er an das Staatsarchiv Wiesbaden von wo aus er im März 1888 als Archivar an das Staatsarchiv Osnabrück versetzt wurde. Im März 1900 schied er auf eigenen Wunsch aus dem Staatsdienst aus und   wohnte als Privatgelehrter in Zürich, wobei er weiterhin im Deutschen Reich historisch forschte und publizierte. Er starb 1926 als Archivar a. D. in Berlin.

## Schriften (Auswahl)
- Über Buchanans Darstellung der Geschichte Maria Stuarts (Rerum Scotiarum Historia L. XVII-XIX)  (= Inaugural Dissertation zu Bonn vom 26. Juli 1882). P. Neusser, Bonn 1882.
- Gottfried Hatzfelds Chronicon Domus Nassavicae 1516–1586. In: Nassauische Annalen Bd. 19 (1885/86) S. 59–68.
- Das Kloster Reichenstein von seiner Gründung bis zu seinem Untergange. In: Beiträge zur Geschichte des Niederrheins Bd. 2 (1887) S. 59–67. (Digitalisat)
- Politische Geschichte des bergischen Landes insbesondere der Stadt Düsseldorf. In: Beiträge zur Geschichte des Niederrheins Bd. 3 (1888) S. 19–50. (Digitalisat)
- Das Kloster Malgarten vom 15. Jahrhundert bis zu seiner Aufhebung. In: Osnabrücker Mitteilungen Bd. 15 (1890), S. 165–216.
- Regesten und Urkunden zur Lebensgeschichte des Bürgermeisters Erwin Ertmann. In: Osnabrücker Mitteilungen Bd. 16 (1891),  S. 135–72
- Heinrich von Sachsen-Lauenburg, Erzbischof von Bremen, Bischof von Osnabrück und Paderborn, in seinen Beziehungen zur Römischen Curie. In: Osnabrücker Mitteilungen Bd. 18 (1893) S. 15–102.
- (Als Hrsg.): Osnabrück vor 100 Jahren. Aufzeichnungen des Senators Gerhard Friedrich Wagner. Osnabrück 1891.
- (Als Hrsg.): Osnabrück in den Jahren 1800–1811. Aufzeichnungen des Senators Gerhard Friedrich Wagner. Osnabrück 1893.
- (Als Hrsg.): Politische Korrespondenz des Grafen Franz Wilhelm von Wartenberg, Bischofs von Osnabrück aus den Jahren 1621–1631 (= Publicationen aus den K. Preußischen Staatsarchiven, 68). Leipzig 1897.
- (Als Hrsg.): Des Rentmeisters Ferdinand Schmitman Memorial 1661–1666. In: Osnabrücker Mitteilungen 26 (1901), 277–283.
- Das Fürstentum Prüm (= Publikationen der Gesellschaft für Rheinische Geschichtskunde, 12). Bonn 1903.